# Second Avenue (Manhattan)
Die Second Avenue ist eine Straße auf der East Side des Stadtbezirks Manhattan in New York City, USA.

## Lage

Verlauf der Second Avenue

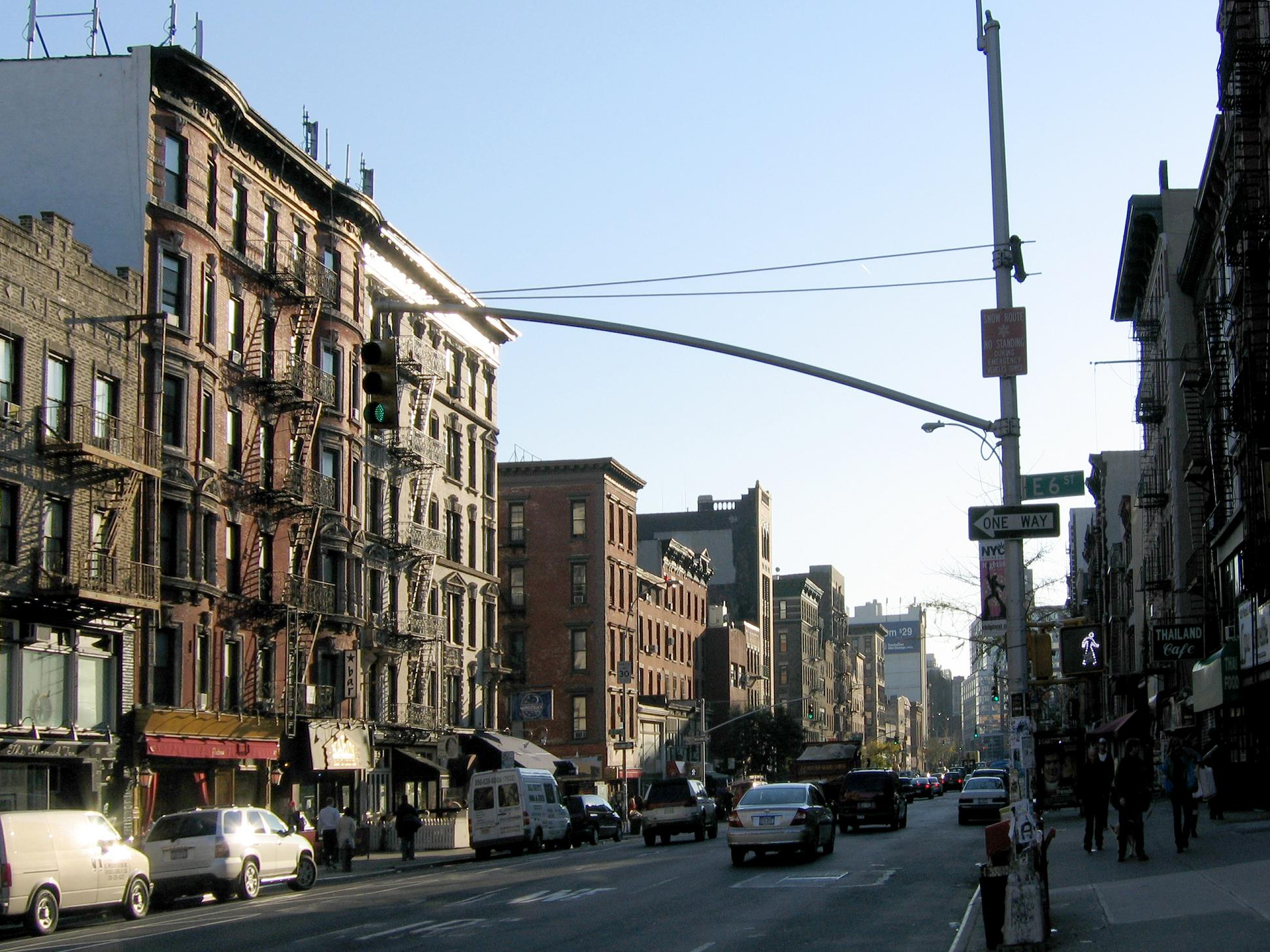
Second Avenue im East Village

Die Second Avenue verläuft als Einbahnstraße in nord-südlicher Richtung von der 128th Street im Norden zur Houston Street im Süden. Ein Fahrradweg linkerhand schließt eine Lücke im Manhattan Waterfront Greenway zwischen der 55th Street und der 34th Street. Anschließend verläuft dieser weiter Richtung Süden bis zur Houston Street.
Die Second Avenue durchquert eine Reihe von Vierteln in Manhattan (von Norden nach Süden): Spanish Harlem, Yorkville, Upper East Side, Lenox Hill, Turtle Bay (Midtown East), Tudor City, Murray Hill, Kips Bay, Gramercy Park und East Village.

## Geschichte

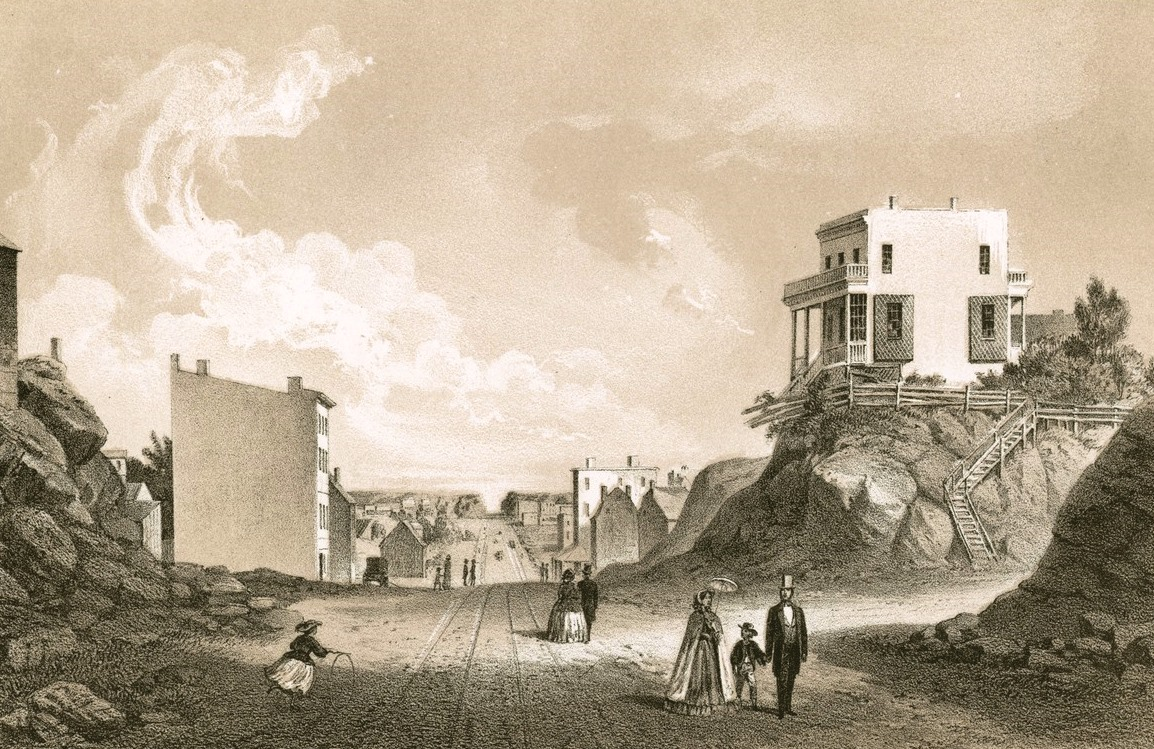
Second Avenue Richtung Norden im Jahre 1861 (von der 42nd Street aus gesehen)

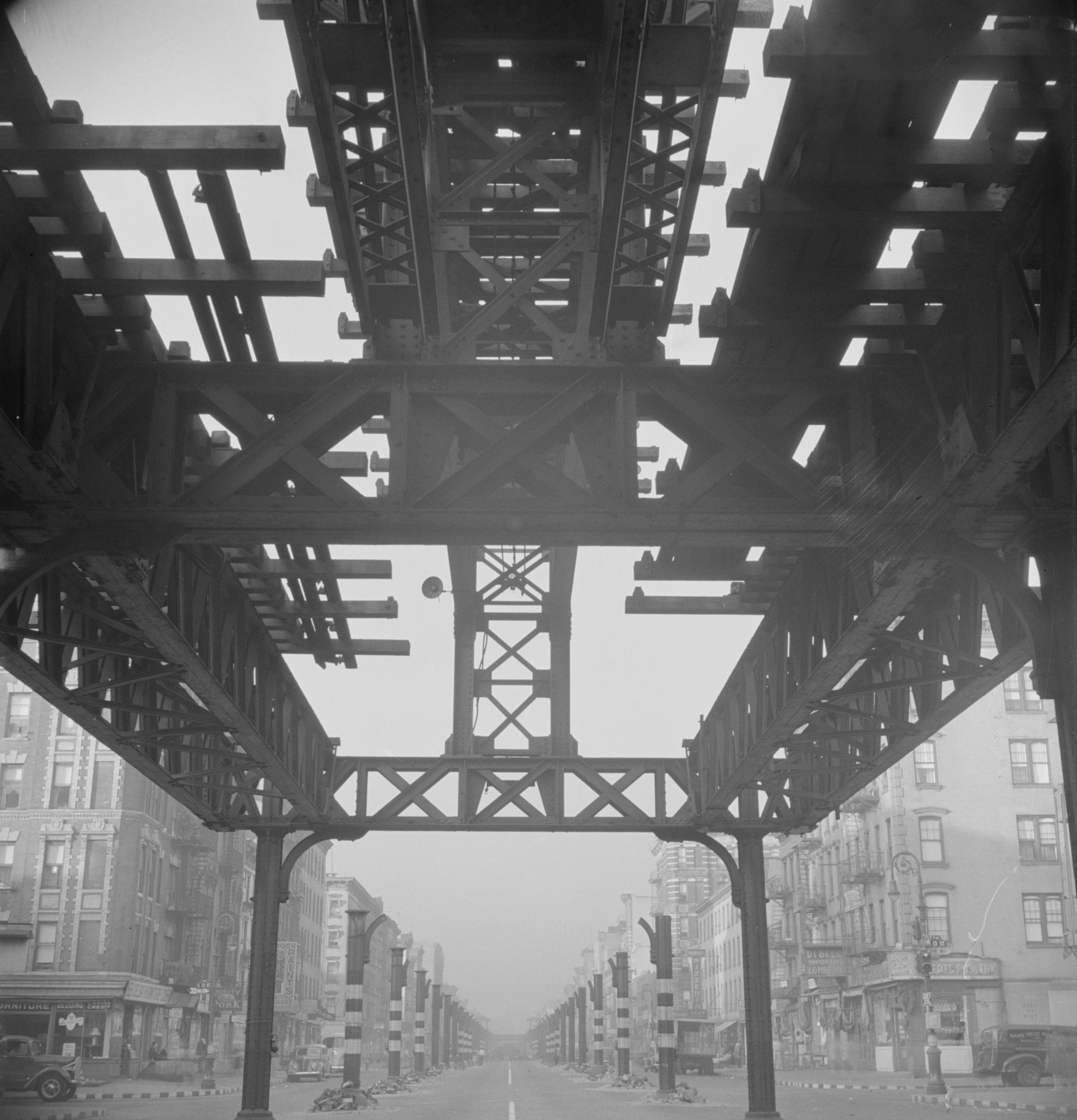
Die Trasse der alten Second-Avenue-Hochbahn über der First Avenue während der Abrissarbeiten

Im südlichen Teil der Second Avenue, in der Lower East Side, gab es Anfang des 20. Jahrhunderts viele jiddische Theater, so dass die Second Avenue als „Yiddish Broadway“ bekannt war. Obwohl es diese Theater inzwischen nicht mehr gibt, finden sich noch viele Spuren der Kultur jüdischer Einwanderer wie Koschere Delicatessen und Bäckereien sowie das berühmte Second Avenue Deli, das 2006 schloss und später an der East 33rd Street wiedereröffnet wurde.
Die Hochbahn (die „El“) IRT Second Avenue Line verlief von 1880 bis zum 13. Juni 1942 nördlich der 23. Straße über die gesamte Länge der Second Avenue. Südlich der Second Avenue verlief die Hochbahn über die First Avenue zur Allen Street und Division Street.
Hochbahnen waren laut und verbreiteten viel Schmutz, da sie im 19. Jahrhundert noch von Dampflokomotiven betrieben wurden. Dies drückte die Grundstückspreise entlang der Second Avenue im späten 19. Jahrhundert und frühen 20. Jahrhundert. Dies war zum Teil auch der Grund, warum entlang der Hochbahn in dieser Zeit überwiegend Mietshäuser für die Arbeiterklasse errichtet wurden. Als die Hochbahn schließlich 1942 abgerissen wurde, war sie bereits verfallen und veraltet und aufgrund der Kosten des Zweiten Weltkriegs war die Instandhaltung unmöglich. Bis heute hat die Second Avenue ihren bescheidenen architektonischen Charakter erhalten – ungeachtet dessen, dass sie durch eine Reihe von einkommensstarken Gegenden verläuft.
Bereits seit 1919 ist eine U-Bahn-Linie, die Second Avenue Subway, angedacht. Eine U-Bahn unter der Second Avenue sollte die Überlastung der IRT Lexington Avenue Line abbauen, die als einzige Strecke entlang der East Side Manhattans verläuft. Beim Bau des Netzes der städtischen Independent Subway in den 1920er/1930er Jahren entstand eine unbedeutende Bauvorleistung im U-Bahnhof Second Avenue der IND Sixth Avenue Line. Für die neue U-Bahn-Strecke ließ die Metropolitan Transportation Authority ab 1972 Tunnelabschnitte errichten. Auch die 1967 eröffnete Chrystie Street Connection mit dem U-Bahnhof Grand Street sollte zum Teil dieser U-Bahn-Strecke werden. Eine schwere Krise der öffentlichen Haushalte führte 1975 zum Ende der Bauarbeiten. Die ungenutzten Tunnelabschnitte werden für spätere Verwendung instand gehalten. Teile wurden zeitweise an die New York Telephone Company (NYTel), eine Tochterfirma von AT&T, verpachtet, damit diese dort die Hauptleitungen für die Nord-Süd-Kommunikation in Manhattan verlegen konnte, die unter der Second Avenue verlaufen. Den weiteren Ausbau der neuen U-Bahn-Strecke begann die Metropolitan Transportation Authority am 12. April 2007. Der Abschnitt von der 72. Straße bis zur 96. Straße öffnete 2017 für die U-Bahn-Linie Q. Im Jahr 2021 wurde der Bau des nächsten Abschnitts zur 125. Straße beschlossen, der auch Tunnel aus den 1970er Jahren nutzen soll. Ein Weiterbau darüber hinaus ist nicht abzusehen.
Zwischen Second und Third Avenue befindet sich das Sparks Steak House (Adresse: 210 East 46th Street), vor dem der Mafiaboss Paul Castellano 1985 ermordet wurde.